# عرق انجبار

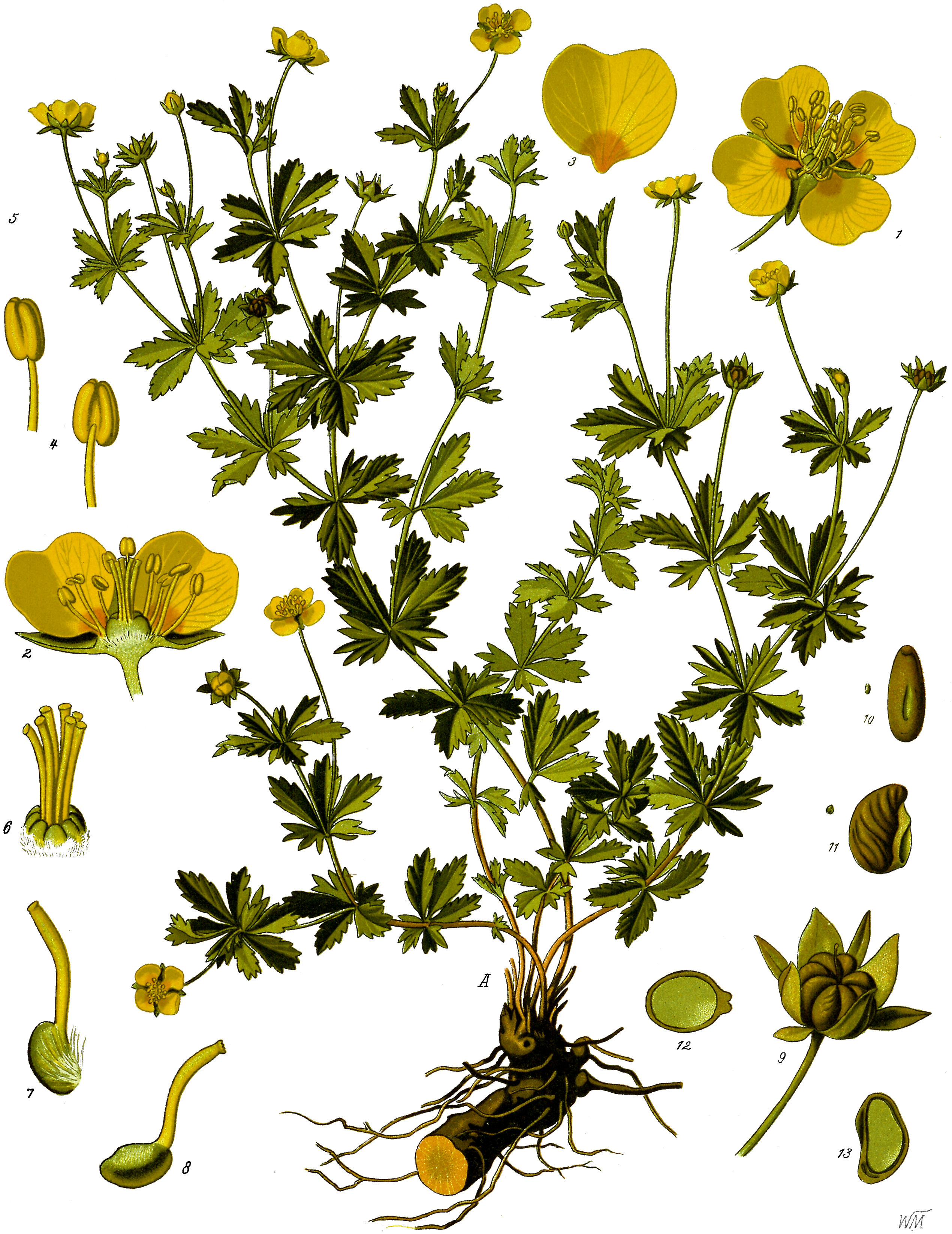

حشيشة القوى أو عرق انجبار (الاسم العلمي: Tormentilla  officinalis)، هو نبات ينتمي إلى وردية (فصيلة: Rosaceae) ينمو في الجبال و الأراضي الرطبة و الاحراج غير الكثيفة و يتراوح علو النبات بين 10 - 40 سم و ساقه ضعيفة يتشعب منه فروع كثيرة و أوراقه تنبت من الساق مباشرة أو بساق قصيرة مسننة كالمنشار الخشن و لها ثلاث أصابع و بجانبها ورقتان كبيرتان اضافيتان أما زهور النبات فصغيرة رباعية الأوراق (أي لكل زهرة أربع ورقات) صفراء اللون أما الجذور فقصيرة معقدة بغلظ إصبع اليد لونها من الخارج أسمر غامق و من الداخل فاتح إلا أنها بعد الهرس أو القطع يتحول لونها إلى الأحمر .